# كاستورانو
كاستورانوو؛ هو كومونا (البلدية) مقاطعة أسكولي بيتشينو في الإيطالية منطقة ماركي، الواقعه على بعد حول 80 كيلومتر (50 ميل) جنوب أنكونا وعن 13 كيلومتر (8 ميل) شمال شرق أسكولي بيتشينو.
تحد كاستورانو البلديات الاتيه: أسكولي بتشنو كاستل دي لاما، كولي ديل ترونتو، مونسامبولو ديل ترونتو، أوفيدا، سبينيتولي.

## المدن التوأم
- Dobrcz, Poland
- Noisy-sur-École, France